# Landscape Ecology
Landscape Ecology ist ein begutachtetes, internationales Fachmagazin für landschaftsökologische Themen.
Es ist das Journal der International Association for Landscape Ecology. Die veröffentlicht Artikel behandeln Landschaftsmuster und Landschaftsentwicklungen auf unterschiedlichen Skalen. Im Jahr 2023 wurde sie zu einer Open-Access-Zeitschrift. Der Impact Factor beträgt 3,8 und sie belegt Platz 30 von 449 Fachzeitschriften.